# Giuseppe Baudoin
Giuseppe Baudoin (Giletta, 25 febbraio 1843 – battaglia di Adua, 1º marzo 1896) è stato un militare italiano, insignito della medaglia d'oro al valor militare alla memoria nel corso della battaglia di Adua.

## Biografia
Nacque a Giletta, Nizza,  il 25 febbraio 1843, figlio di Giovanbattista e di Sabina Ciabaud. 
Figlio unico, rinunciò a lavorare nell'industria paterna per arruolarsi volontario nell'Armata sarda il 18 novembre 1860, in forza al 19° Reggimento fanteria. Qualche tempo dopo Nizza e la Savoia furono cedute alla Francia. 
Fu promosso prima caporale, poi sergente, quindi furiere e poi sottotenente in servizio permanente con decreto del 17 giugno 1866, assegnato in forza al 65° Reggimento fanteria della brigata "Valtellina", alla vigilia dello scoppio della terza guerra d'indipendenza italiana. Al comando di un plotone del reggimento inquadrato nella Divisione Sirtori combatté a Santa Lucia di Tione il 24 giugno successivo ed ottenne una menzione onorevole, commutata successivamente in una medaglia di bronzo al valor militare.
Partecipò alla presa di Roma il 20 settembre 1870 ed in quello stesso anno si distinse durante i soccorsi nel corso di un incendio a Grotte di Castro e fu decorato di medaglia d'argento al valor civile.
Nel luglio 1872 venne trasferito nel Corpo dei bersaglieri, in forza al 4º Reggimento; il 1° novembre 1874 fu promosso tenente e nel gennaio 1884 capitano nell'11º Reggimento bersaglieri. Nominato aiutante in campo della brigata "Brescia" nel settembre 1892, fu promosso maggiore nel dicembre 1894 e passò in servizio al Distretto militare di Macerata.
Destinato in Africa orientale, il 15 dicembre 1895 costituì il IX Battaglione fanteria incorporando volontari del 7º, 8º e 36º Reggimento fanteria col quale salpò da Napoli sbarcando a Massaua, in Eritrea, il 2 gennaio 1896.
Assegnato al 2º Reggimento della 1ª Brigata fanteria al comando del generale Giuseppe Arimondi, alle 09:30 del 1 marzo 1896 raggiunse il costone occidentale di Monte Raio. Poco tempo tempo, a causa della ritirata della brigata indigeni del generale Matteo Albertone, il suo battaglione venne a trovarsi in una situazione critica. Il IX battaglione subì in pieno l'urto delle truppe scioane finché, a causa del numero soverchiante dei nemici non venne annientato. Rimasto ucciso sul campo di battaglia fu successivamente insignito della medaglia d'oro al valor militare alla memoria.